# Carlos Salgueiro
Carlos António Borges Correia Pereira Mello Salgueiro (Lisboa, 13 de Janeiro de 1957) é um realizador português.
Dirigiu, junto com outros, as telenovelas portuguesas Mar de Paixão, Sentimentos, Olhos nos Olhos, Fascínios (entre outros) e atualmente está envolvido na produção da telenovela Anjo Meu.